# Boston Heights
Boston Heights és una població dels Estats Units a l'estat d'Ohio. Segons el cens del 2000 tenia 1.186 habitants.

## Demografia
Segons el cens del 2000, Boston Heights tenia 1.186 habitants, 392 habitatges, i 323 famílies. La densitat de població era de 66,4 habitants per km².
Dels 392 habitatges en un 46,9% hi vivien nens de menys de 18 anys, en un 75,3% hi vivien parelles casades, en un 4,3% dones solteres, i en un 17,6% no eren unitats familiars. En el 14,5% dels habitatges hi vivien persones soles el 6,6% de les quals corresponia a persones de 65 anys o més que vivien soles. El nombre mitjà de persones vivint en cada habitatge era de 3,03 i el nombre mitjà de persones que vivien en cada família era de 3,38.
Per edats la població es repartia de la següent manera: un 32,2% tenia menys de 18 anys, un 5,1% entre 18 i 24, un 32% entre 25 i 44, un 23% de 45 a 60 i un 7,6% 65 anys o més.
L'edat mediana era de 37 anys. Per cada 100 dones de 18 o més anys hi havia 100,5 homes.
La renda mediana per habitatge era de 80.884 $ i la renda mediana per família de 87.925 $. Els homes tenien una renda mediana de 63.125 $ mentre que les dones 40.000 $. La renda per capita de la població era de 36.960 $. Aproximadament el 0,3% de les famílies i l'1,6% de la població estaven per davall del llindar de pobresa.

## Poblacions més properes
El següent diagrama mostra les poblacions més properes.